# 單𪘅下目
單下目，亦作單嚙蟲下目，是昆虫纲啮虫目（Psocodea）啮虫亚目之下的一個下目。本科物種的口器都有一個很闊而且扁平的下唇，有很清晰的邊沿。與其他啮虫亚目物種一樣，其觸角只有13節，而其跗節只有二節，而且沒有爪。

## 分類
- 雙科 Amphipsocidae
- Asiopsocidae
- 單科 Caeciliusidae
- Dasydemellidae
- Stenopsocidae